# Closer Still
Closer Still (englisch für „noch näher“) ist ein Lied des deutschen Synthie-Pop-Duos Wolfsheim. Das Stück ist die erste Singleauskopplung aus ihrem dritten Studioalbum Dreaming Apes.

## Entstehung und Artwork
Aufgenommen und geschrieben wurde das Lied von den beiden Wolfsheim-Mitgliedern Peter Heppner und Markus Reinhardt. In Zusammenarbeit mit José Alvarez-Brill produzierten die beiden auch die Single, als ausführender Produzent fungierte Lothar Gärtner. Gemastert wurde das Stück unter der Leitung von Carlos Perón. Die Single wurde unter dem Musiklabel Strange Ways Records veröffentlicht und durch Indigo vertrieben. Die Aufnahmen erfolgten im The Factory Tonstudio in Aachen. Auf dem Cover der Maxi-Single ist – neben Künstlernamen und Liedtitel – ein, in den Wolken schwebendes, Sitzmöbel zu sehen. Die Fotografie stammt von Alexander Demtschuk und das Artwork von den Graphischen Werken Ottensen.

## Veröffentlichung und Promotion
Die Erstveröffentlichung von Closer Still erfolgte am 20. November 1995 in Deutschland. Die Single wurde im Zuge der Veröffentlichung des Studioalbums Dreaming Apes am 16. Februar 1996 erneut veröffentlicht. Die Maxi-Single beinhaltet neben der Readioversion eine Extended- und Instrumentalversion von Closer Still, sowie die weiteren B-Seiten Tapir (Instrumental) und Now I Fall (Factory Remix). Das Lied Tapir ist bis heute auf keinem Wolfsheim-Album zu finden. Die neuaufgelegte Maxi-Single lag der „1st Edition“ von Dreaming Apes bei.

## Inhalt
Der Liedtext zu Closer Still ist in englischer Sprache verfasst; ins Deutsche übersetzt bedeutet der Titel „Noch näher“. Die Musik und der Text wurden gemeinsam von Peter Heppner und Markus Reinhardt geschrieben. Musikalisch bewegt sich das Lied im Bereich des Synthie-Pops. Aufgebaut ist das Lied auf zwei Strophen sowie einem Refrain dazwischen und ein sich wiederholender am Ende des Liedes. Das Tempo beträgt 180 Beats per minute. Inhaltlich behandelt das Lied jemanden der sich in eine andere Person verliebt hat, sich jedoch nicht traut auf diese zuzugehen. Derjenige versucht, ohne direkter Kontaktaufnahme, der Person so nah wie möglich zu sein.
| “It’s a wounded heart, it breaks in two, and in it’s pain, it sings for you. It’s a wounded heart, that feels afraid, moves closer still, fulfills it’s fate.” – Refrain, Originalauszug | „Es ist ein wundes Herz, es bricht entzwei; und in seinem Schmerz singt es für dich. Es ist ein wundes Herz, es ängstigt sich, kommt noch näher, erfüllt sein Schicksal.“ – Refrain, Übersetzung |

## Musikvideo
Das Musikvideo zu Closer Still besteht größtenteils aus drei sich immer wieder abwechselnden Szenen. Zum einen sind immer wieder die beiden Wolfsheim-Mitglieder vor verschiedenen Hintergrundbildern zu sehen, wie sie das Lied vor oder inmitten einer Laser-/Lichtershow singen. Zum anderen ist immer wieder eine in schwarz-weiß gedrehte Szene einer dunkelhäutigen Frau zu sehen. In einer dritten – ebenfalls schwarz-weißen – Szene steht Heppner vor einer weißen Wand und singt das Lied, während auf ihn ein Video dieser Frau projiziert wird. Die Gesamtlänge des Videos beträgt 3:24 Minuten. Regie und Produktion tätigte José Alvarez-Brill.

## Mitwirkende
| Liedproduktion - José Alvarez-Brill: Musikproduzent - Lothar Gärtner: Ausführender Produzent - Peter Heppner: Gesang, Komponist, Liedtexter, Musikproduzent, Tonmeister - Carlos Perón: Mastering - Markus Reinhardt: Keyboard, Komponist, Liedtexter, Musikproduzent, Tonmeister - Indigo: Vertrieb - Strange Ways Records: Musiklabel - The Factory: Tonstudio | Artwork - José Alvarez-Brill: Filmproduzent, Regisseur (Musikvideo) - Alexander Demtschuk: Fotograf (Cover) - Graphische Werke Ottensen: Artwork (Cover) |